# Epifagus virginiana
Epifagus virginiana (též Epifagus americana nebo Leptamnium virginianum) je jediný druh rodu Epifagus z čeledi zárazovité (Orobanchaceae) vyšších dvouděložných rostlin. Je to parazitická rostlina.

## Popis
Tento druh parazituje na kořenovém systému buku velkolistého (Fagus grandifolia) a vyskytuje se ve východní části USA.
Díky svému stylu života je velmi redukován obsah chlorofylu v rostlině, plastidový genom je velice redukovaný (pouze 70 000 párů bází) a rostlina je celkově poměrně nenápadná a hnědavě zbarvená. Produkuje však hned dva druhy květů. Tzv. kleistogamní se neotvírají, jsou u báze stonku a jsou fertilní. Chasmogamní jsou lokalizovány výše, obvykle se otevírají, ale jsou v případě této rostliny obvykle sterilní.